# Waldemar Torenstra

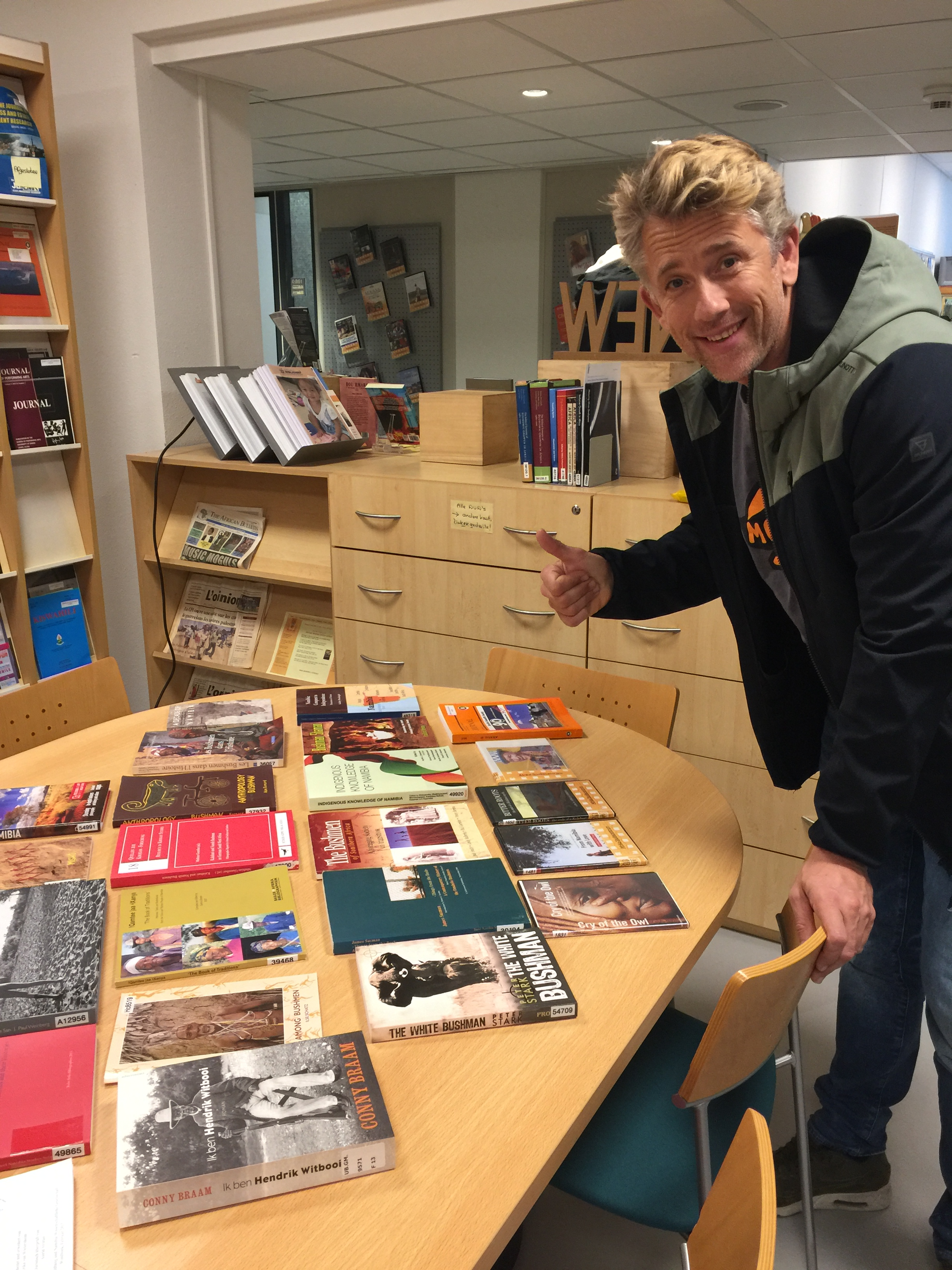
Waldemar Torenstra voor zijn tv-programmaserie Ondersteboven van Afrika op bezoek bij het Afrika-Studiecentrum, Universiteit Leiden, september 2019.

Waldemar Govinda Torenstra (Amsterdam, 29 maart 1974) is een Nederlands acteur, presentator en programmamaker. Hij werkte jaren als vaste acteur bij het NNT (Noord Nederlands Toneel).

## Biografie
Na zijn eindexamen vwo begon hij aan een studie Economie aan de Universiteit van Amsterdam, maar uiteindelijk koos hij toch voor het theater. Hij was te zien in producties als Hamlet en De Grote Vriendelijke Reus. Nadat hij zich bij het Noord Nederlands Toneel aangesloten had, was hij te zien in de producties Sympathy for the Devil, Othello en Lenny Bruce. In het najaar van 2006 speelde hij de hoofdrol in vrije theaterproductie Moordspel. In 2013 speelde hij ook een van de drie mannelijke hoofdrollen in Divorce.
Torenstra speelde de rol van Gerrit in de speelfilm Ja zuster, nee zuster in 2002. Op televisie was hij als Sven twee seizoenen te zien in de serie De Band (VARA), waarna hij gastrollen speelde in series als Zebra (NCRV) en Baantjer (RTL 4). Vanaf augustus 2005 was Torenstra te zien als Andy in Lieve Lust. In het najaar van 2006 had hij een rol in de televisieserie Waltz bij de VPRO. In 2007 speelde hij Rinus de Gier in Grijpstra & De Gier, een rol die hij overnam van Roef Ragas.
Torenstra speelde met o.a. Rutger Hauer, Willeke van Ammelrooy, Pleuni Touw en Petra Laseur in de film Bride Flight die half oktober 2008 in première ging. Hij speelde ook in de clip Miracle van Ilse DeLange. In 2009 presenteerde Torenstra een maand lang iedere werkdag De zomer draait door, een zomerse variant op het populaire programma De Wereld Draait Door. Hij deed dit samen met Froukje Jansen en Art Rooijakkers. Torenstra en Rooijakkers wisselden elkaar af, maar Jansen was iedere dag te zien. Samen met andere acteurs richtte hij in 2007 ACT, een beroepsvereniging van professionele Nederlandse acteurs, op. In oktober 2009 stopte hij als voorman van de vereniging.
Van 2013 tot 2014 was Torenstra ambassadeur van het ShortCutz Amsterdam filmfestival.  Een jaarlijks filmfestival voor het bevorderen van korte films in Amsterdam.
In 2014 presenteerde hij samen met Eelco Bosch van Rosenthal de televisieserie Het Koninkrijk. In 2019 presenteerde hij het NTR-programma 

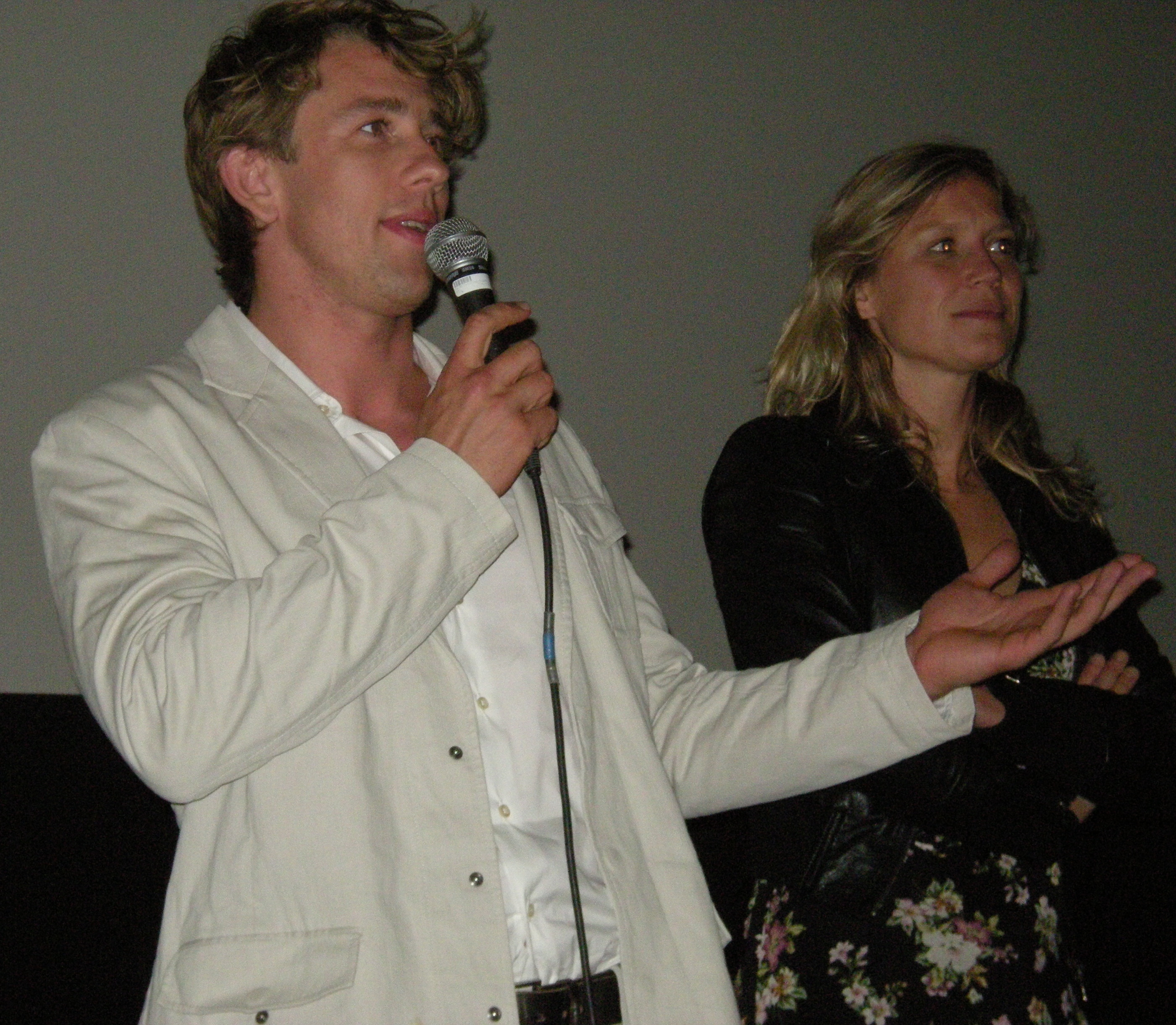
Torenstra samen met zijn vrouw Sophie Hilbrand

Verborgen verleden van Nederland.

## Privéleven
Torenstra heeft sinds het najaar van 2006 een relatie met Sophie Hilbrand. Met haar speelde hij in 2008 ook in de verfilming van Zomerhitte, geschreven door Jan Wolkers. Torenstra en Hilbrand hebben samen een dochter en een zoon.
Uit genealogisch onderzoek, gepresenteerd in de tv-serie Verborgen verleden, blijkt dat Torenstra via een grootmoeder afstamt van Willem van Oranje. Een andere voorvader, Reinier Scherius, was in 1851 resident van Manado. Zijn assistent daar was Eduard Douwes Dekker.

## Filmografie
- Goede tijden, slechte tijden (1990) - Harry van Lennep (Aflevering 890 & 1025 • 1995) / Aflevering 1336 t/m 1339 • 1997)
- Onderweg naar Morgen (1994-2010) - Charles van Zuydwerk Beemster (1999)
- Baantjer (2000) - Dennis Kempers (Aflevering 'De Cock en de man die zijn gezicht verloor' • 2000)
- Ja zuster, nee zuster (2002) - Gerrit
- De Band (2003-2005) - Sven ten Bokel (2003-2005)
- Johan (2005) - Sjaak Dros
- Lieve Lust (2005) - Andy (2005)
- Grijpstra & De Gier (2004-2007) - Rinus de Gier #2 (2007)
- Julia's Tango (2008) - Jeroen
- Zomerhitte (2008) - Bob Griffioen
- Bride Flight (2008) - Frank
- Asterix en de Olympische Spelen (2008) - Asterix (stemrol)
- M.A.N. (2009) - Dick
- De gelukkige huisvrouw (2010) - Harry
- Mijn opa de bankrover (2011) - Teun
- Mixed Up (2011) - David Vogel
- Lijn 32 (2012) - Hein van Vlijmen
- Divorce (2012-2016) - Joris Hulskamp
- Leve Boerenliefde (2013) - Boer Helder
- The Croods (2013) - Guy (stemrol)
- Turbo (2013) - Turbo (stemrol)
- IJspaard (2014) - Barry
- Vechtershart (2015-2016) - Nick Roest
- Ron Goossens, Low Budget Stuntman (2017) - zichzelf
- Huisvrouwen bestaan niet (2017) - Thijs
- Gek van geluk (2017) - Paul
- All You Need Is Love (2018) - Gerco
- Singel 39 (2019) - Max
- Baantjer het Begin (2019-2020) - Jurriaan de Cock
- Meisje van Plezier (2020) - Daan
- Luca (2021) - Lorenzo Paguro (stemrol)
- The Croods: A New Age (2021) - Guy (stemrol)
- Alles op tafel (2021) - Thomas
- Adem in, Adem uit (2021-) - Sven[9]
- Five Live (televisieserie) (2022) - Roderik van Zuylen
- Zwanger & Co (2022) - Luuk
- De Vuurlinie (2023) - Marco Kroon
- Hein (2024) - Donny de Jonge
- Bennie (2025) - Bert
- Haantjes (2025) - Daan